# EIAJ-1
EIAJ-1은 1969년 일본 전자 산업 진흥회가 여러 일본 전자 제조업체들의 협력과 지원을 받아 개발한 비디오 테이프 레코더 (VTR)의 표준이다. 이것은 오픈 릴 테이프를 사용하는 헬리컬 스캔 시스템을 이용한 산업/방송용이 아닌 VTR을 위한 최초의 표준화된 포맷이었다. 이전에는 이 시장의 각 제조업체가 1/2인치 폭의 테이프를 사용했지만, 다른 테이프 속도, 스캐너 드럼 직경, 바이어스 주파수, 트래킹 헤드 배치 등 다양한 독점 포맷을 사용했다. 그 결과, 특정 제조사 및 모델의 VTR에서 녹화된 비디오테이프는 해당 특정 포맷을 사용하는 다른 기기에서만 교환 가능하여 호환성을 방해했다. 예를 들어, 파나소닉 기기에서 녹화된 테이프 릴은 소니 기기에서 재생되지 않았고, 그 반대도 마찬가지였다. EIAJ-1 표준은 이러한 비호환성을 종식시켜 해당 제조업체들에게 그 당시 시장에 출시된 거의 모든 VTR과 호환되는 표준화된 포맷을 제공했다. 이 포맷은 7인치 직경의 오픈 릴에 1/2인치 자기 테이프에 흑백 비디오 녹화 및 재생 기능을 제공했으며, 휴대용 기기는 더 작은 5인치 직경의 릴을 사용했다.

## 용도
EIAJ-1 표준은 소비자 지향의 비전문가용 아날로그 비디오 녹화 기술이 더욱 저렴하고 보편화되는 길을 열었으며, 1970년대 초에는 많은 기업, 학교, 정부 기관, 병원, 심지어 일부 소비자들까지 이 포맷을 채택했다. 그 당시 시작된 최초의 퍼블릭 액세스 케이블 방송국 중 일부는 휴대성, 저렴한 비용, 다용도성으로 인해 EIAJ-1 장비를 광범위하게 사용했다. 원래의 소니 포타팍, 모델 CV-2000은 독점 포맷을 사용했지만, 나중에 EIAJ-1 호환 버전인 AV-3400으로 대체되었다.

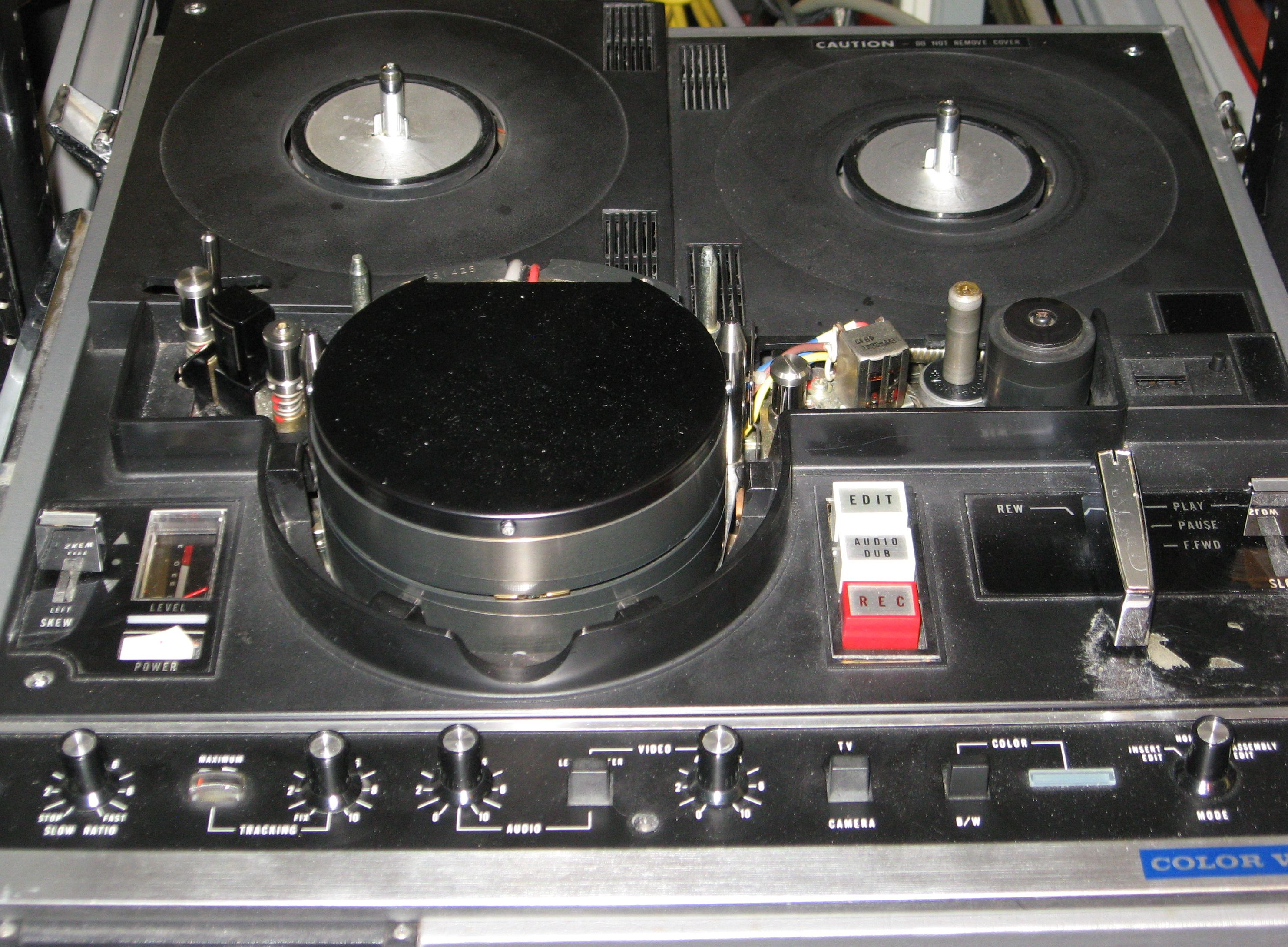
DC 비디오의 파나소닉 1/2인치 VTR, 모델 NV3130, [http://www.dcvideo.com/

## 변형
EIAJ-1이 표준화되었을 때, 비디오카세트 레코더는 아직 도입되지 않았다. 이 포맷의 주요 단점 중 하나는 테이프 끝을 헤드 드럼 주위로, 캡스턴과 핀치 롤러 사이의 틈을 통해, 그리고 다양한 가이드와 텐셔너 주위로 조심스럽게 감아야 한다는 것이었다. 사용자가 이 과정에서 실수를 하면 기기가 오작동하고 테이프가 손상될 수 있었다. 그래서 나중에 EIAJ-2라는 또 다른 버전이 출시되었는데, 이 버전은 오픈 테이크업 릴 대신 단일 릴 테이프 카트리지 (테이크업 릴은 VTR에 내장됨)를 사용했다. 그 외에는 녹화 사양이 정확히 동일했다.

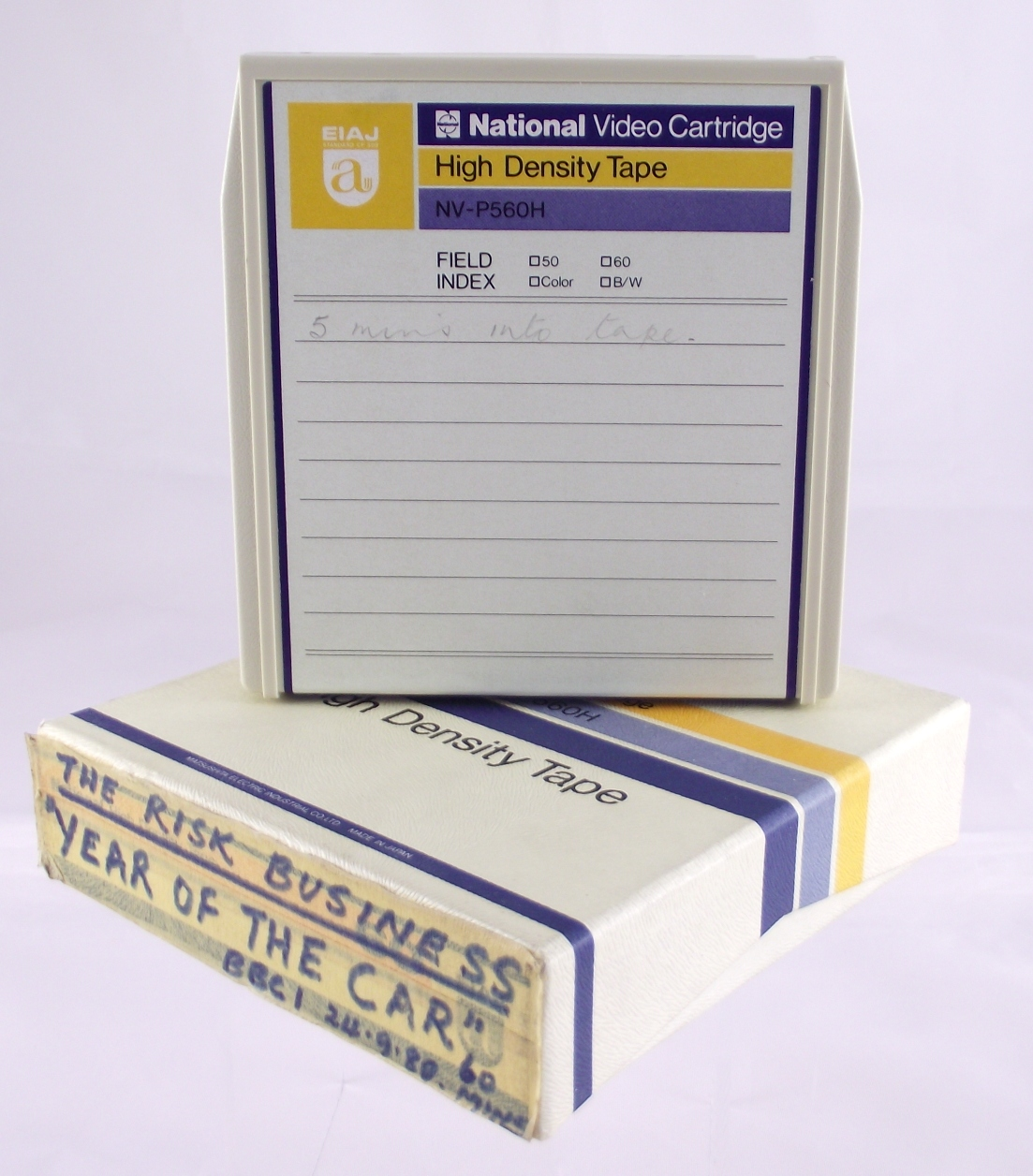
EIAJ-2 카트리지. [https://obsoletemedia.org/eiaj-2/

## 후속
1971년, 소니는 최초로 성공적인 비디오카세트 시스템인 U-matic 포맷을 도입했다. U-Matic 시스템은 표준 컬러 녹화, 스테레오 사운드, 자동 테이프 스레딩 등 EIAJ-1보다 많은 장점을 제공했다. 그러나 EIAJ-1 장비는 U-Matic 기기나 테이프보다 저렴하고, EIAJ-1 장비가 더 가볍고 작으며, 휴대용 배터리 구동 EIAJ-1 기기와 동반 비디오 카메라가 이미 사용 가능했기 때문에 (위에 언급된 AV-3400과 같은) 몇 년 동안 계속 사용되었다. 휴대용 U-Matic 기기와 호환되는 휴대용 컬러 카메라가 도입된 것은 1970년대 중반이 되어서였다.
EIAJ-1이나 U-Matic 포맷 모두 메커니즘의 크기와 무게 때문에 캠코더 (일체형) 카메라 레코더 장치에는 사용되지 않았다. 레코더와 카메라는 항상 별개의 장치였으며, 다중 도체 케이블 (일반적으로 CCJ 케이블)로 연결되었다. 캠코더의 등장은 베타맥스와 VHS와 같은 더 작고 가벼운 카세트 포맷이 도입될 때까지는 이루어지지 않았다.